# Raphidia (Raphidia) ambigua
Raphidia (Raphidia) ambigua is een kameelhalsvliegensoort uit de familie van de Raphidiidae. De soort komt voor in Griekenland en Turkije.
Raphidia (Raphidia) ambigua werd voor het eerst wetenschappelijk beschreven door H. Aspöck & U. Aspöck in 1964.